# شيرلي كروز
شيرلي كروز (بالإسبانية: Shirley Cruz Traña)‏ (28 أغسطس 1985 بسان خوسيه في الولايات المتحدة - ) هي لاعبة كرة قدم كوستاريكية في مركز الوسط. شاركت مع منتخب كوستاريكا الوطني لكرة القدم للنساء. أما مع النوادي، فقد لعبت مع أولمبيك ليون لكرة القدم للسيدات وأولمبيك ليون وباريس سان جيرمان للسيدات.

## وصلات خارجية
- شيرلي كروز على موقع الاتحاد الدولي (مؤرشف)  (الإنجليزية)
- شيرلي كروز على موقع الاتحاد الأوربي (الإنجليزية)
- شيرلي كروز على موقع قاعدة بيانات كرة القدم.إي يو (الإنجليزية)
- شيرلي كروز على موقع ليكيب (الفرنسية)
- شيرلي كروز على موقع Soccerway.com (الإنجليزية)